# Salar de Uyuni
Salar de Uyuni (ou Salar de Tunupa) é o maior e mais alto deserto de sal do mundo, com 10 582 quilômetros quadrados e a 3 656 metros acima do nível médio do mar. Ele está localizado nos departamentos de Potosí e Oruro, no sudoeste da Bolívia, perto da borda da Cordilheira dos Andes. O salar é também o único ponto natural brilhante que pode ser visto do espaço. Ele serviu de guia para os astronautas da Apollo 11, que chegaram à lua em 1969. Quando os astronautas viram a planície branca pela primeira vez, chegaram a pensar que fosse uma geleira.
O salar foi formado como resultado de transformações entre diversos lagos pré-históricos. Ele é coberto por alguns metros de uma crosta de sal, que tem um nivelamento extraordinário com as variações de altitude média de menos de um metro ao longo de toda a área do Salar. A crosta serve como uma fonte de sal de cobre e de uma piscina de salmoura, que é extremamente rica em lítio. Ele contém de 50 a 70% das reservas mundiais de lítio, recurso que está no processo de ser extraído. A área grande, o céu claro e o nivelamento excepcional da superfície fazem do Salar um objeto ideal para calibrar os sensores de satélites de observação da Terra.
O Salar serve como a principal via de transporte em todo o Altiplano boliviano e é um importante terreno fértil para várias espécies de flamingos cor de rosa. A região também uma zona de transição climatológica entre as imponentes nuvens tropicais congestus cumulus e cumulus bigorna que se formam na parte oriental na planície de sal durante o verão e não pode permear além de suas bordas ocidentais mais secas, perto da fronteira com o Chile e o deserto de Atacama.

## Geografia
Há cerca de 40 mil anos a área do atual deserto de sal fazia parte do Lago Michin, um gigantesco lago pré-histórico. Quando o lago secou, deixou como remanescentes os atuais lagos Poopó e Uru Uru, e dois grandes desertos salgados, Coipasa (o menor) e o extenso Uyuni. O Salar de Uyuni tem aproximadamente 10 582 km² de área, ou seja, é maior que o lago Titicaca, situado na fronteira Bolívia-Peru e que apresenta aproximadamente 8 300 km².
Estima-se que o Salar de Uyuni contenha 10 bilhões de toneladas de sal, das quais menos de 25 mil toneladas são extraídas anualmente. O deserto de sal é composto por aproximadamente 11 camadas com espessuras que variam entre 2 e 10 metros, sendo a mais externa de 10 metros. A profundidade total é estimada em 120 metros e é composta de uma mistura de salmoura e barro lacustre. O deserto de sal é também uma das maiores reservas de lítio do mundo, além de conter importantes quantidades de potássio, boro e magnésio. A origem do sal provavelmente está relacionada com a imensa quantidade de vulcões na envolvente do Salar de Uyuni já que situa-se sobre uma região de altiplano, 3 650 m acima do nível do mar. A concentração do sal é também facilitada pelo fato de ser uma região muito árida.[carece de fontes?]
O deserto é composto por 33 "ilhas", que são assim chamadas por constituírem-se em pequenas elevações de terra, cercadas de sal por todos os lados. As mais famosas são as Ilhas do Pescado e Incahuasi, com suas formações de recife e cactos de até 10 metros de altura.

### Biodiversidade

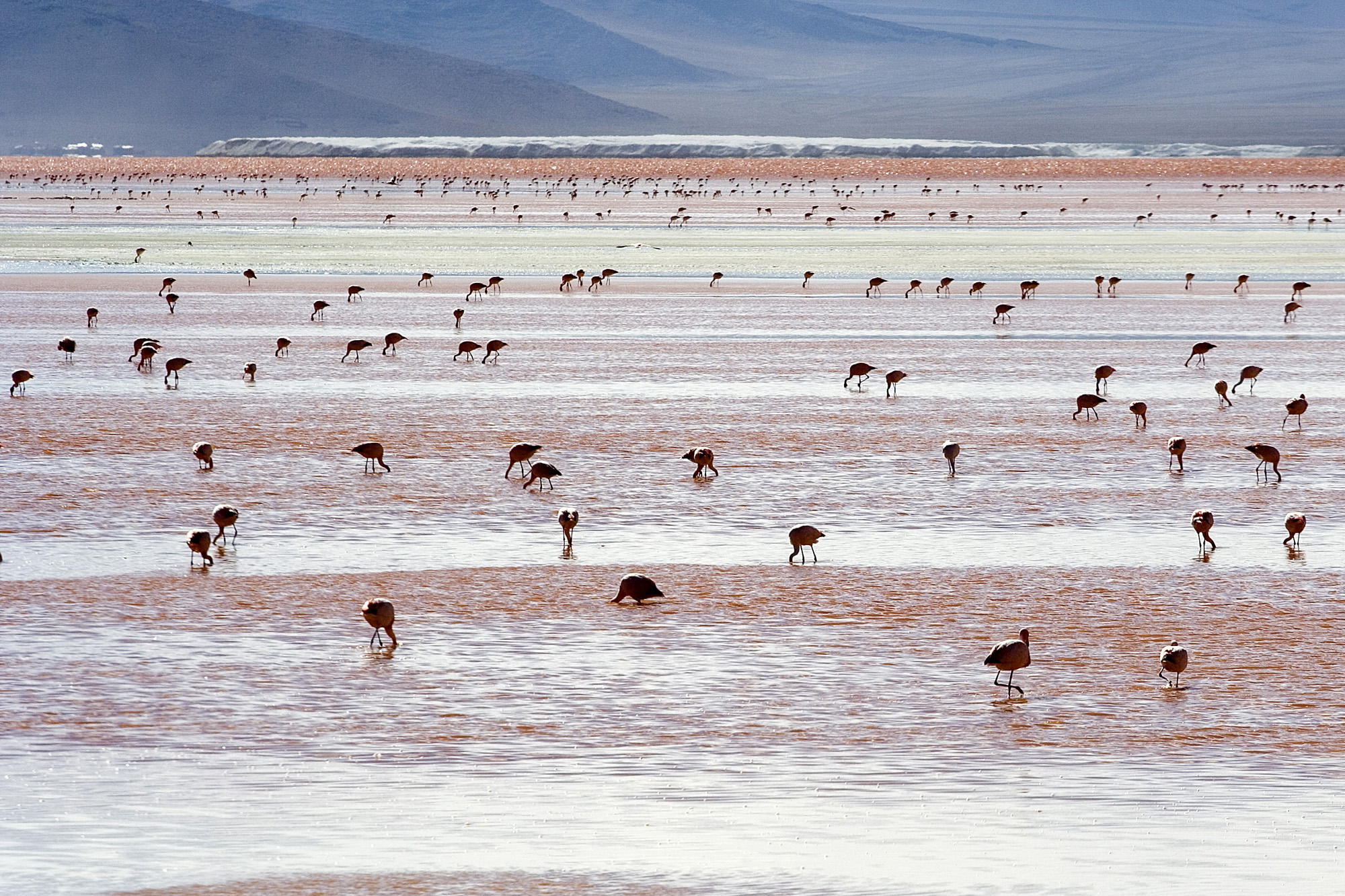
Flamingos andinos na Laguna Colorada.

O Salar, assim como qualquer deserto, é praticamente desprovido de qualquer vida selvagem ou vegetação. A vegetação é dominada por cactos gigantes (Echinopsis atacamensis pasacana, Echinopsis tarijensis, etc.). Eles crescem a uma taxa de cerca de 1 centímetro por ano. Outros arbustos incluem Pilaya - que é usado pelos locais para curar catarro - e Thola (Baccharis dracunculifolia), que é queimado como combustível. Também estão presentes plantas de quinoa e arbustos de queñua.[carece de fontes?]
No início de novembro, quando começa o verão, é lar de três espécies de flamingos cor-de-rosa sul-americanos: o Flamingo-chileno, o Flamingo-andino, e o raro Flamingo-de-james. Os flamingos aparecem no verão pois é quando se inicia o período de chuvas e também quando acontece o descongelamento das geleiras nos Andes que deixa o deserto de sal coberto de água, tornando-o um imenso lago com profundidade média de 30 cm.[carece de fontes?]
Cerca de 80 outras espécies de aves estão presentes, incluindo a Fulica cornuta, o ganso andino e o Hillstar andino. A raposa andina, por aqui mais conhecida por culpeo, também está presente, e as "ilhas" hospedam colônias de viscachas.[carece de fontes?]

## Economia

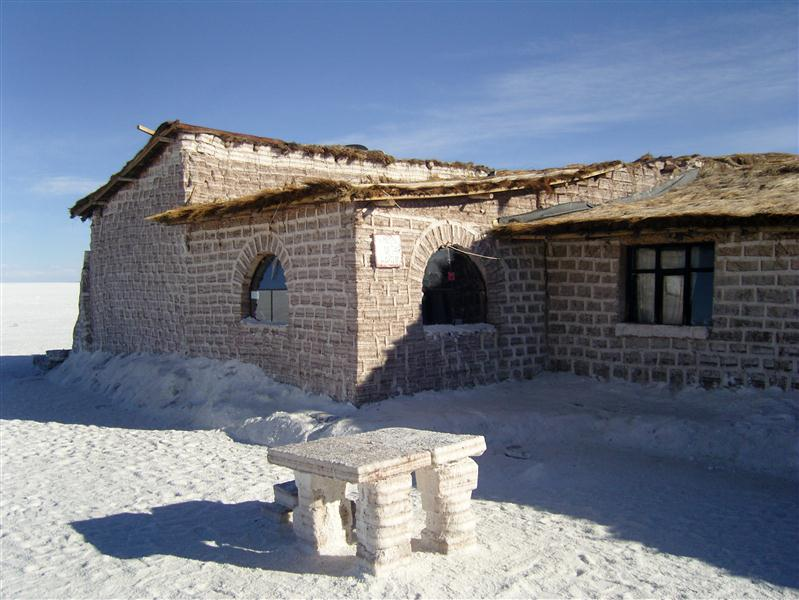
Hotel de Sal Playa Blanca.

### Turismo
Além da extração de sal, o Salar de Uyuni é também um importante destino turístico. No período de chuvas, o Salar se assemelha a um enorme espelho que se confunde no horizonte com o céu. Assim os passeios ficam restritos a algumas áreas. Entretanto, entre abril e novembro todo o deserto de sal fica acessível, pois torna-se um imenso deserto seco com uma paisagem ainda mais exótica.[carece de fontes?] Além do deserto de sal, as ilhas e as lagoas coloridas onde se vê os flamingos, é possível num mesmo percurso conhecer lagoas de águas termais, sendo uma delas formada de piscinas e a outra natural. Também existem gêiseres que exalam vapor a uma temperatura de 38°C, a mesma temperatura da água.[carece de fontes?]
Outros atrativos do Salar são o Hotel de Sal Playa Blanca, uma construção no meio do deserto, toda feita com blocos de sal, dos tijolos aos móveis, que encontra-se no meio do salar;[carece de fontes?] a Praça das Bandeiras, que fica em frente ao hotel desativado e contém várias bandeiras, desde bandeiras de países, até bandeiras de clubes de futebol; e o "Monumento ao Rally Dakar", construído de sal para representar a passagem do Rally Dakar pelo Salar de Uyuni.

## Cultura

### Lenda
Existe uma lenda aymara (que é como são denominados os indígenas dessa região dos Andes) que diz que as montanhas Tunupa, Kusku e Kusina, que são as montanhas situadas à beira do deserto, eram pessoas gigantes. Segundo a lenda, Tunupa se casou com Kusku, mas ele fugiu para ficar com Kusina. De luto, Tunupa começou a chorar enquanto dava de mamar para seu filho. Suas lágrimas se juntaram ao leite e formaram o Salar. Por conta dessa lenda, a população local considera Tunupa uma importante divindade e argumentam que a região deveria se chamar Salar de Tunupa, em vez de Salar de Uyuni.[carece de fontes?]